# 特雷維西納峰
46°18′04″N 10°08′17″E / 46.30111°N 10.13806°E
特雷維西納峰（義大利語：Piz Trevisina），是瑞士的山峰，位於意大利和瑞士接壤的邊境，屬於利維尼奧阿爾卑斯山脈的一部分，海拔高度2,823米，每年平均降雨量1,386毫米。